# Солдатское поле
Солдатское поле — мемориальный комплекс, посвящённый павшим воинам 62-й армии, расположенный в Городищенском районе Волгоградской области.

## История создания
На месте мемориального комплекса летом и осенью 1942 года велись ожесточённые сражения между советскими и немецкими войсками, являвшимися частью обороны Сталинграда. После Сталинградской битвы на небольшом участке остались скопления уничтоженной военной техники и огромное количество неразорвавшихся боеприпасов. Долгое время земли, бывшие полями сражений, невозможно было использовать для сельскохозяйственных нужд.
К осени 1975 года сапёры полностью закончили работы по разминированию, обезвредив более 6,5 тысяч снарядов, мин и других боеприпасов. В сентябре 1975 года в Волгограде состоялся комсомольский слёт, участники которого 18 сентября начали вспашку Солдатского поля. 20 сентября неподалёку от трассы Волгоград — Москва был торжественно открыт мемориал «Солдатское поле».

## Мемориал

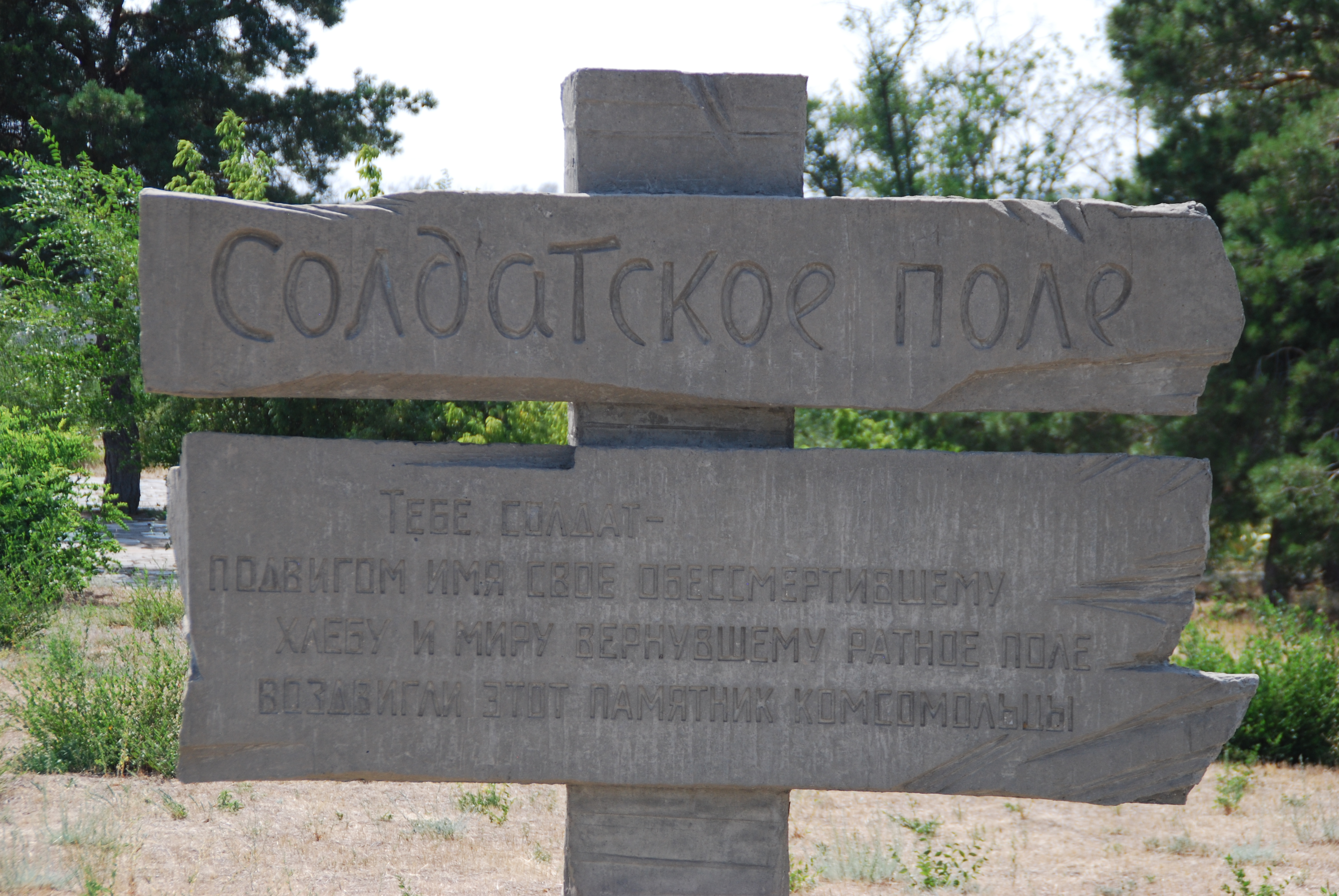
Табличка, установленная у входа в мемориал

В центре мемориала расположена воронка в форме пятиконечной звезды, со дна которой поднимается «взрыв» из осколков авиабомб, снарядов и мин, собранных с поля. Вокруг мемориала установлены лемехи плугов, которыми были вспахано Солдатское поле.
В комплекс также входят братская могила, в которой были захоронены останки солдат, обнаруженные при разминировании, и бронзовая скульптура девочке Миле. Первоначально памятники были выполнены в гипсе, покрытом бронзой, в 1980 году каски братской могилы и лемехи стали бронзовыми.

### Памятник девочке Миле

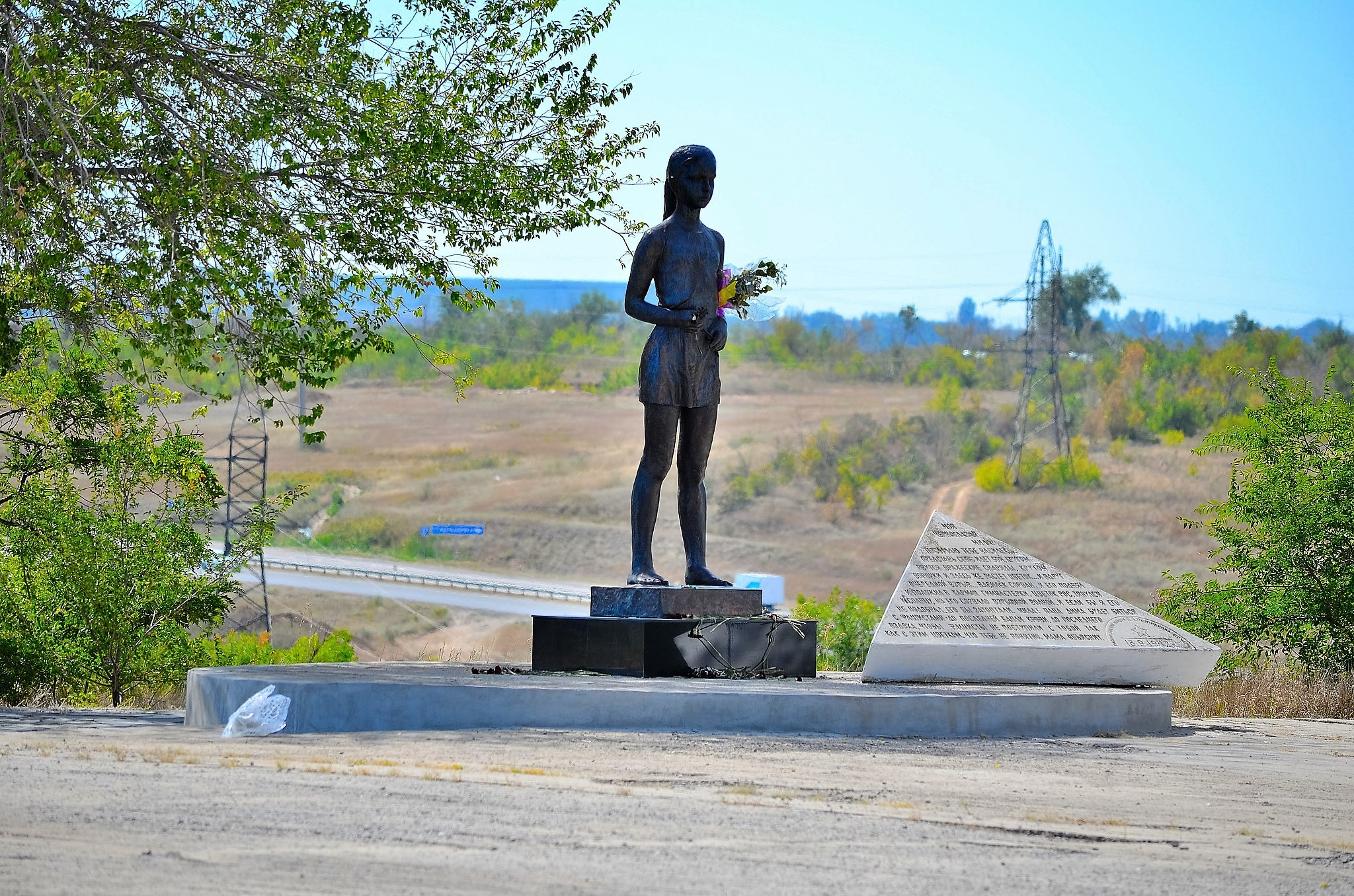
Памятник девочке Миле

Рядом с воронкой расположен памятник девочке Миле, возле которой расположена мраморная плита в виде письма-треугольника, в котором приведён подлинный текст одного из участников обороны Сталинграда Дмитрия Петракова, написанного 18 сентября 1942 года его дочери Людмиле:

Моя черноглазая Мила. Посылаю тебе василек. Представь себе: идет бой, кругом воронки, и здесь же растет цветок. И вдруг очередной взрыв, василек сорван. Я его поднял и положил в карман гимнастерки… Мила, папа Дима будет биться с фашистами до последней капли крови, до последнего вздоха, чтобы фашисты не поступили с тобой так, как с этим цветком. Что тебе непонятно, мама объяснит.

В 2013 году скульптура девочки прошла реставрацию, однако в 2014 году памятник был подвергнут вандализму. Скульптура была заново воссоздана, и 30 апреля 2014 года состоялось повторное торжественное открытие.